# La Chasse aux maris (film, 1919)
Pour le film italien de Luigi Zampa sorti en 1955, voir La Chasse aux maris.
Pour plus de détails, voir Fiche technique et Distribution.
La Chasse aux maris (titre original : The Gold Cure) est un film muet américain réalisé par John H. Collins, sorti en 1919.

## Fiche technique
- Titre : La Chasse aux maris
- Titre original : The Gold Cure
- Réalisation : John H. Collins
- Scénario : John H. Collins, , d'après l'histoire Oh, Annice! d'Alexine Heyland
- Sociétés de production : Metro Pictures Corporation
- Pays de production :  États-Unis
- Format : Noir et blanc - 35 mm - 1,33:1  -  Muet
- Dates de sortie : 
  - États-Unis : 6 janvier 1919
  - France : 27 février 1920

## Distribution
- Viola Dana : Annice Paisch
- Jack McGowan : Vance Duncan
- Elsie MacLeod : Edna Lawson
- Howard Hall : Dr. Rodney Paisch
- Fred C. Jones : 	Robert Cord
- William B. Davidson : Michael Darcy
- Franklyn Hanna : Michael Connors
- Edward Mack : le jardinier
- Julia Hurley : la femme du jardinier
- George Dowling : Dr. Dumbbell

## Autour du film
Il s'agit d'un film posthume, sorti trois mois après le décès de Collins, mort à 28 ans de la grippe espagnole.